# Памятники истории и культуры Курчатова
Памятники истории и культуры местного значения города Курчатов — отдельные постройки, здания и сооружения, некрополи, произведения монументального искусства, памятники археологии, расположенные в Курчатове и включённые в Государственный список памятников истории и культуры местного значения Абайской области.
В Государственном списке памятников истории и культуры местного значения в редакции постановления акимата Восточно-Казахстанской области от 30 января 2020 года в городе числился 1 памятник. С 2022 года город — в составе Абайской области. В Государственном списке памятников истории и культуры местного значения Абайской области 20 марта 2023 года в городе числился 1 памятник.

## Список памятников
| Номер в списке | Название                                              | Изображение | Годы постройки, авторы | Местоположение                        |
| -------------- | ----------------------------------------------------- | ----------- | ---------------------- | ------------------------------------- |
| 333            | Памятник основателю города, академику И. В. Курчатову |             | 1970-е годы            | перед зданием городской администрации |